# Алькет II
Алькет II (грец. Ἀλκέτας) — цар Македонії у 454-448 до н. е..

## Життєпис
Походив з династії Аргеадів. Син царя Олександра I. Посів трон після смерті батька 454 року до н. е. Разом з тим рішенням Олександра I Македонія виявилася розділеною на декілько частин між Алькетом II та його братами Філіпом (землі на Аксіі з містами Ідоменей, Гортіне і Аталантою), Пердіккою. Згідно угоди між Македонією і Афінами щодо постачання деревини Пердікка II стоїть на першому місці, а Алькет II на другому. Відповідно він не був старшим братом, як тривалий час вважалося.
Невдовзі Пердікка почав війну з братами. Спочатку вигнав Філіпа з його земель. Той втік до Сіталка, царя одрисів. Згідно Платону, Пердікка «позбавив влади» Алькета II. З цих слів не цілком ясно, чи йде мова про царський титул або володіння. У зв'язку з цим істориками відзначається, що ім'я Алькета не згадується в «Хроніці» Євсевія Кесарійського, по якій Пердікка II був безпосереднім наступником Олександра I на троні.
Відповідно до діалогу Платона «Горгій», дружина Пердікки II і мати майбутнього царя Архелая належала до числа рабів Алькета II. Архелай запросив до себе Алькета під приводом обговорення повернення того втраченого положення. Потім Архелай, напоївши доп'яна свого стрийка та його сина Олександра, вивіз їх на возі в поле і забив, а трупи таємно поховав. Тут також не все зрозуміло: чи відбулося це вбивство при житті Пердікки II або вже після його смерті.